# Estadi Johan Cruyff
L'Estadi Johan Cruyff està situat a la Ciutat Esportiva Joan Gamper de Sant Joan Despí. Amb capacitat per a 6.000 espectadors i 600 places d'aparcament, substitueix l'antic Miniestadi i porta el nom del jugador i entrenador del Futbol Club Barcelona Johan Cruyff, considerat molt important en la consecució de l'estil de joc del club. Hi juga el Barça Atlètic, el Barça femení i el Juvenil A quan disputi la Lliga Juvenil de la UEFA.

## Història
El novembre del 2013 es va anunciar l'adquisició per 8,27 milions d'euros dels terrenys on s'ubicaria el nou estadi, i el maig del 2015 es va anunciar que l'estudi Batlle i Roig Arquitectes era el guanyador del concurs de projectes, amb un pressupost de 12 milions d'euros.
El març del 2017, amb motiu de la commemoració del primer aniversari de la mort de Johan Cruyff, s'anuncià que el nou estadi portaria el seu nom, i el 14 de setembre del mateix any es va col·locar la primera pedra amb la presència del president Josep Maria Bartomeu; el comissionat de l'Espai Barça, Jordi Moix; Danny, Susila i Chantal Cruyff; el capità del primer equip, Andrés Iniesta, i el jugador Gerard Deulofeu; representants del Barça Femení, del Barça B i del futbol formatiu amateur; i l'alcalde de Sant Joan Despí, Antoni Poveda.
Les banquetes van ser dissenyades per la exjugadora del FC Barcelona Femení Gemma Gili durant les pràctiques dels seus estudis d’arquitectura.
L'estadi fou inaugurat el 27 d'agost del 2019 amb l'assistència del president Josep Maria Bartomeu; Danny Coster i Jordi Cruyff, que va fer el servei d'honor; familiars de Johan Cruyff; els capitans de la primera plantilla Leo Messi, Sergi Busquets, Sergi Roberto i Gerard Piqué; així com el futbolista holandès Frenkie de Jong; el capità del filial, Ferran Sarsanedas; i la capitana del primer equip femení, Marta Torrejón. L'acte es clogué amb un partit entre els equips juvenils del Futbol Club Barcelona i l'Ajax holandès, dos dels equips on va jugar Cruyff, que acabà amb un resultat de 2-0 a favor de l'equip d'Àmsterdam, amb un doblet de Nacir Unuvar.

### Esdeveniments destacables
El 20 d'abril del 2025 es va assolir el rècord d'assistència a l'estadi amb 5.750 persones, en un partit oficial de les semifinals de la Lliga de Campions Femenina contra el Chelsea FC, que va acabar amb la victòria de les blaugranes per 4-1.

## Transports

### Tramvia
A uns 400 m de l'entrada de la Ciutat Esportiva, hi ha l'estació de Sant Feliu - Consell Comarcal de la línia T3 del Trambaix, que connecta amb el Metro de Barcelona i Rodalies de Catalunya.

### Bus
Les parades anomenades Ctra. Laureà Miró-Mn. Jacint Verdaguer (una a cada banda del carrer) estan a uns 300 m de l'entrada de la Ciutat Esportiva. Allà es poden agafar les línies SF1 i SF2 del bus urbà de Sant Feliu de Llobregat, la L52 L'Hospitalet (Ciutat de la Justícia)/Sant Feliu (Pl. Pere Dot) i també la N12 Barcelona (Pl. Portal de la Pau)/St. Feliu de Llob. (La Salut) del Nitbus.